# Andrij Skvaruk
Andrij Bohdanovyč Skvaruk (in ucraino Андрій богданович Скварук?; 9 marzo 1967) è un ex martellista ucraino.

## Palmarès

### Mondiali
- 1 medaglia:
  - 1 argento (Atene 1997)

### Giochi mondiali militari
- 1 medaglia:
  - 1 oro (Zagabria 1999)

### Grand Prix Final
- 1 medaglia:
  - 1 oro (Doha 2000)